# Kubiliūnas
Kubiliūnas ist ein litauischer männlicher Familienname.

## Weibliche Formen
- Kubiliūnaitė (ledig)
- Kubiliūnienė (verheiratet)

## Personen
- Petras Kubiliūnas (1894–1946), General
- Saulius Kubiliūnas (1947–2012),  Politiker, Bürgermeister